# 에밀리오 주세페 파리나
에밀리오 주세페 파리나(Emilio Giuseppe Farina, Giuseppe Antonio "Nino" Farina, 이탈리아어 발음: [dʒuˈzɛppe ˈniːno faˈriːna], 1906년 10월 30일 ~ 1966년 6월 30일)는 이탈리아의 레이싱 드라이버이자 최초의 공식 포뮬러 원 세계 챔피언이었다. 그는 1950년에 타이틀을 획득했다. 그는 1937년, 1938년, 1939년 이탈리아 챔피언이었다.

## 사망
은퇴 후 파리나는 알파 로메오(Alfa Romeo) 및 재규어(Jaguar) 판매 대리에 참여했으며 나중에 피닌파리나(Pininfarina) 공장에서 지원을 했다.
1966년 프랑스 그랑프리로 가는 길에 파리나는 에그벨(Aiguebelle) 근처의 새보리 알프스(Savoy Alps)에서 로터스 코티나(Lotus Cortina)를 통제하지 못하고 전신주에 부딪혀 즉사했다. 그는 경주를 관람하고 영화 그랑프리에서 전 세계 챔피언을 연기한 프랑스 배우 이브 몽탕(Yves Montand)의 조언자 겸 촬영에 참여하기 위해 가는 길이었다.